# S/2003 J 10
S/2003 J 10  är en av Jupiters månar. Den upptäcktes 2003 av Scott S. Sheppard vid University of Hawaii. S/2003 J10 är cirka 2 kilometer i diameter och roterar kring Jupiter på ett avstånd av cirka 23 041 000 kilometer.
S/2003 J 10 har ännu inte fått något officiellt namn.